# Битва біля Янкова
Битва біля Янкова (також відома як «Янков», «Jankow», або «Jankowitz»), — одна з найважливіших битв Тридцятирічної війни, що відбулась 6 березня 1645 року в південній частині Богемії, біля села Янков (нині район Бенешов, Чехія, в 50 км на південний схід від Праги), між арміями Швеції і Священної Римської імперії.
У шведських джерелах днем битви вказується дата за  юліанським календарем — 24 лютого.

## Причини
Армія Матіаса Галласа відступала після поразки біля Гольштейна під тиском наступаючої шведської армії, якою командував генерал Леннарт Торстенсон. Для того щоб захистити багаті чеські землі від шведського вторгнення, імператор послав більшу частину своєї угорської армії, щоб зміцнити оборону Богемії. Генерал фон Хатцфельд прийняв командування відступаючої армії, підкріплювали її шляхом додавання нових сил. Так, генерал фон Гьотцен прибув зі своєю армією. Баварці також направили генерала Верта і полковника Шпока для подальшого зміцнення армії, надаючи їй 16 000 солдатів і офіцерів.

## Битва
Кожна із сторін зібрала перед битвою майже по 16 000 чоловік. Жоден квартал не був дан обом сторонам, що призвело б до повної перемогою шведів. Шведи мали чудову і більш мобільну артилерію, що дозволяє їм швидко реагувати на зміни на поле бою. Тільки 7 000 військових об'єднаної австрійської та баварської цісарської армії мали військовий досвід.

## Наслідки
Битва закінчилася рішучою перемогою Швеції, яка була здобута, головним чином, завдяки особистим здібностям командира Леннарта Торстенсона, а також завдяки тактичним навичкам і маневреності шведської артилерії.
Велика частина чеських та німецьких військових були або вбиті, або захоплені в полон, коли імперський центр був оточений. В полон потрапив, навіть, головнокомандуючий генерал фон Хатцфельд. Приблизно 4-5 тисяч військових потрапили в полон.

## Продовження воєнних дій
Почувши про поразку біля Янкова імператор Фердинанд III наказав відступили далі в сторону Верхнього Пфальца поблизу Регенсбурга. Він повідомив всі свої маєтки у володіннях для збирання свіжих військ. Імператор навіть запропонував Максиміліану Баварському частини Сілезії і Богемії як заставу в разі програшу у війні. Адже участь Баварії у бойових діях з Францією означала, що імператор Фердинанд III вже не міг розраховувати на баварські війська.
Імператор, крім того, направив запит до папства на субсидію, щоб зібрати більше військо. Папський престол перейшов якраз до Папи Римського Інокентія X. Однак, він був недружній стосовно Габсбургів. Тому Папа Римський не дав допомогу імператору. Імператор був змушений покладатися на свої власні ресурси.
Перемога біля Янкова відкрила шведам шлях до Праги та Відня. У квітні 1645 року Торстенссон знаходився в тридцяти милях від Відня, взявши в облогу місто Брно. Торстенссон і його армія не планували брати штурмом Прагу чи Відень в 1645 році. До кінця грудня 1645 року шведська армія була змучена постійною боротьбою.